# Altes Pfarrhaus (Portnahaven)

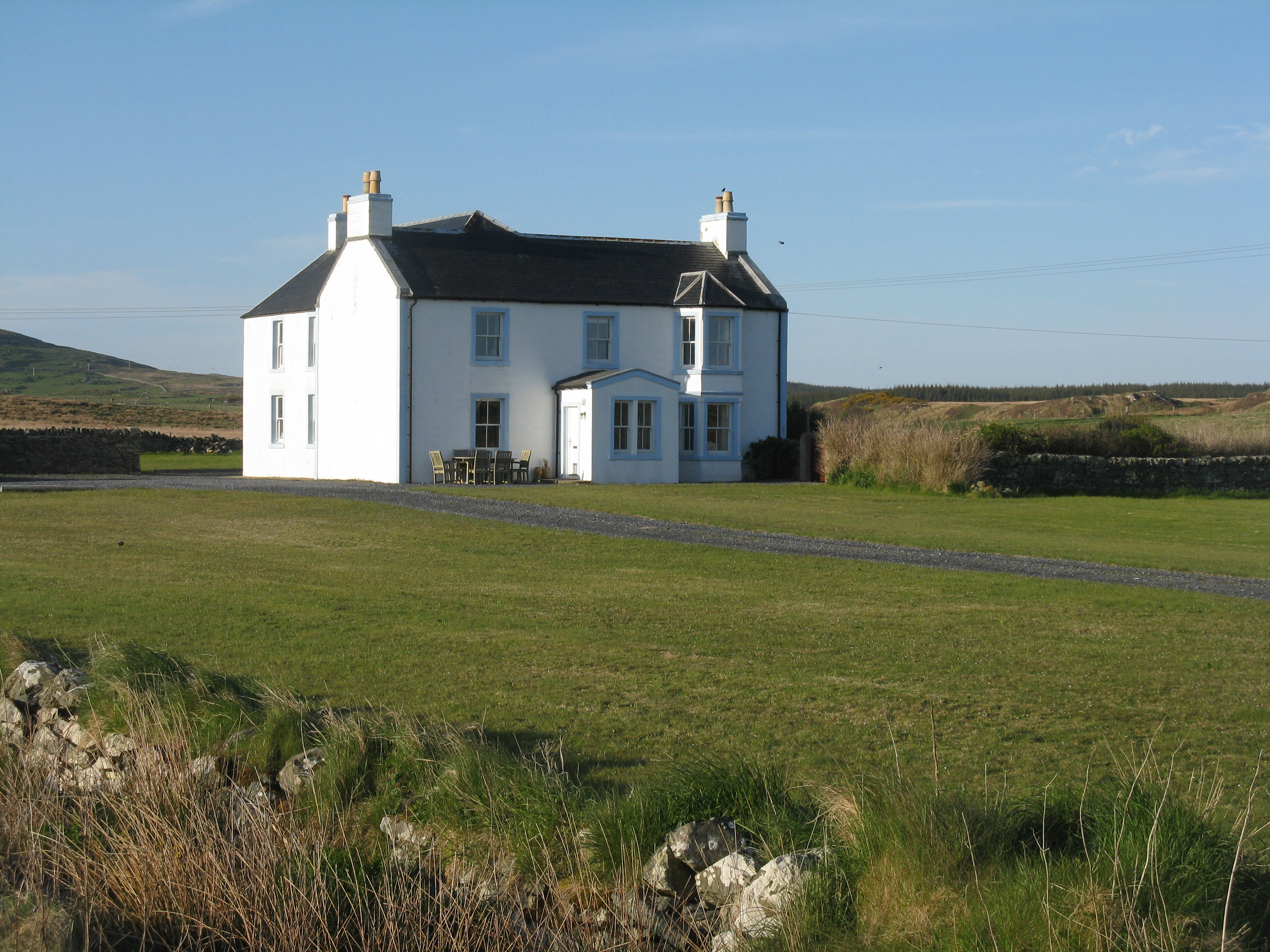
Altes Pfarrhaus von Portnahaven

Das Alte Pfarrhaus im schottischen Portnahaven auf der Hebrideninsel Islay befindet sich etwa 300 Meter westlich der Ortschaft, nördlich der A847, die Portnahaven mit Bridgend verbindet. Das Gebäude stand dem Pfarrer der Portnahaven Church zur Verfügung und wird heute als Wohnhaus genutzt. 1980 wurde das alte Pfarrhaus in die schottischen Denkmallisten in der Kategorie C aufgenommen.

## Beschreibung
Ebenso wie die zugehörige Kirche, wurde das alte Pfarrhaus von Thomas Telford um das Jahr 1830 geplant und gebaut. Es weist somit typische architektonische Merkmale des ausklingenden Georgianischen Zeitalters auf. Das Gebäude besteht aus zwei orthogonal zueinander stehenden, zweistöckigen Flügeln. Diese schließen mit schiefergedeckten Satteldächern ab. Symmetrisch angeordnete Sprossenfenster entlang der verputzten und gekalkten Fassaden lassen Tageslicht in das Gebäude. Die Kamine sind aus Quadersteinen gefertigt. Rund um das Gebäude gibt es zahlreiche kleinere Anbauten, welche teilweise nachträglich hinzugefügt wurden. An der Frontseite befinden sich eine zweistöckige Auslucht mit Zeltdach sowie ein einstöckiger Eingangsbereich, der mit einem Satteldach abschließt. Der Innenraum ist historisch interessant und in gutem Zustand.